# Mikel Janku
Mikel Andrea Janku (ur. 25 października 1941 w Tiranie, zm. 10 stycznia 2019) – albański wojskowy pilot i piłkarz grający na pozycji bramkarza, w latach 1964–1967 reprezentant Albanii.

## Życiorys
W lipcu 1958 roku udał się do Związku Radzieckiego, gdzie studiował w szkole lotniczej w Rostowie nad Donem oraz specjalizował jako pilot śmigłowców transportowych. Po ukończeniu studiów wrócił do Albanii, gdzie w 1962 roku rozpoczął karierę piłkarską dołączając do klubu Partizani Tirana, gdzie grał na pozycji bramkarza. W latach 1964–1967 należał do reprezentacji Albanii; wystąpił łącznie w 9 meczach. W roku 1969 został usunięty z klubu Partizani Tirana, do którego niedługo później wrócił jako wiceprezes.
Poza prowadzeniem kariery sportowej służył również w Albańskich Siłach Powietrznych; przed zniesieniem stopni wojskowych w 1967 roku miał stopień porucznika, a po ich przywróceniu w 1991 został majorem. Od 1992 roku pracował jako komentator sportowy, a następnie jako dziennikarz dla albańskiego czasopisma sportowego Sport Ekspres.
Zmarł 10 stycznia 2019 roku. Dobrze znał język rosyjski.

## Życie prywatne
Miał trzech braci: Virgjila, Agima i Vladimira; każdy z nich także był piłkarzem klubu Partizani Tirana.
W 1966 roku poślubił Sandrę, miał z nią dwoje dzieci. Jedno z nich, syn Alban, jest z zawodu inżynierem budownictwa.